# Porozumienie wielkopiątkowe
Porozumienie wielkopiątkowe lub porozumienie pokojowe z Wielkiego Piątku (ang. Good Friday Agreement, The Agreement, Belfast Agreement, lub rzadziej Stormont Agreement, irl. Comhaontú Aoine an Chéasta, Comhaontú Bhéal Féirste lub Comhaontú Stormont) – porozumienie pokojowe zmierzające do rozwiązania konfliktu w Irlandii Północnej, przyjęte 10 kwietnia 1998 przez rządy Irlandii i Wielkiej Brytanii, a kontrasygnowane przez główne partie polityczne Irlandii Północnej.
Głównymi architektami 65-stronicowego porozumienia byli katolicki polityk John Hume i protestancki David Trimble. Obaj za wkład w podpisanie porozumienia otrzymali w 1998 pokojową Nagrodę Nobla.

## Główne postanowienia
- Irlandia Północna pozostała częścią Wielkiej Brytanii, ale w przyszłości społeczeństwo większością głosów będzie miało prawo zdecydować o zjednoczeniu wyspy.
- Ugrupowania polityczne zobowiązały się do korzystania wyłącznie z pokojowych i demokratycznych sposobów działania.
- Utworzone zostaną nowe instytucje Irlandii Północnej i współpracy regionalnej.
  - 108-osobowe Zgromadzenie Irlandii Północnej.
  - Rząd z ministrami mianowanymi według siły ich ugrupowań w parlamencie liczonych metodą d’Hondta. Udział ugrupowań związanych z oddziałami paramilitarnymi uzależniony będzie od przestrzegania przez te oddziały zawieszenia broni i wypełniania warunków rozbrojenia.
  - Forum Obywatelskie złożone z przedstawicieli przedsiębiorców, związków zawodowych i organizacji pozarządowych o doradczej roli w kwestiach społecznych, ekonomicznych i kulturalnych;
  - Składająca się z członków rządów obu części wyspy Rada Ministerialna Północ-Południe, mająca na celu współdziałanie w sprawach dotyczących całej Irlandii.
  - Brytyjsko-Irlandzka Konferencja Międzyrządowa dla wspierania współpracy pomiędzy Irlandią i Wielką Brytanią[2].
  - Rada Brytyjsko-Irlandzka, w skład której wejdą przedstawiciele rządu Irlandii i Wielkiej Brytanii, jak również jej części składowych: Irlandii Płn., Szkocji i Walii oraz dependencji: Wyspy Man, Jersey i Guernsey. Jej celem jest wzmacnianie współpracy w sprawach dotyczących całego regionu.
  - Komisja Równouprawnienia i Komisja Praw Człowieka.
- W ciągu dwóch lat organizacje paramilitarne mają się rozbroić.
- W ciągu dwóch lat mają być wypuszczeni więźniowie związani z ugrupowaniami paramilitarnymi przestrzegającymi zawieszenia broni.
- Ma być wprowadzone nowe prawo w Irlandii Północnej w zakresie praw człowieka i równouprawnienia obywateli.
- Irlandia zobowiązała się do zmiany zapisów w swojej konstytucji dotyczących roszczeń terytorialnych wobec Irlandii Północnej, a Wielka Brytania zobowiązała się uchylić ustawę o administrowaniu Irlandią (Government of Ireland Act 1920).
- Lokalna policja zostanie zreformowana – Royal Ulster Constabulary zostanie zastąpiona Police Service of Northern Ireland(inne języki).

## Referenda
Porozumienie zostało wysłane do wszystkich gospodarstw domowych w Irlandii Północnej i zostało poddane głosowaniu 22 maja 1998 zarówno w Irlandii Północnej, jak i Republice. Porozumienie zostało przyjęte znakomitą większością głosów w obu częściach wyspy. Interpretowano to jako wyraz zmęczenia społeczeństwa trwającym 30 lat konfliktem.
|                   | Za        | %    | Przeciw | %    | Frekwencja |
| Irlandia Północna | 676.966   | 71,1 | 274.879 | 28,9 | 81%        |
| Irlandia          | 1.442.583 | 94,4 | 85.748  | 5,6  | 56%        |

## Ocena
Porozumienie wielkopiątkowe nie rozwiązało wszystkich problemów wyspy ani regionu. Irlandia Północna nadal podzielona jest na dwie zwaśnione społeczności, nadal organizowane są marsze oranżystów i dokonywane są, choć w znacznie ograniczonym zakresie, akty terroru. Proces rozbrojenia jest znacznie opóźniony (szczególnie ze strony IRA) co spowodowało, że Zgromadzenie Irlandii Północnej i regionalny rząd zostały zawieszone przez rząd w Londynie w październiku 2002 (parlament został odwieszony wraz z wyborami 26 listopada 2003). Pomimo zmiany RUC na PSNI, policja nadal ma niski mandat zaufania wśród społeczności katolickiej. Porozumienie jednak daje szansę na ustabilizowanie sytuacji na wyspie i na całkowity pokój w przyszłości.